# Mendalanwangi
Mendalanwangi is een bestuurslaag in het regentschap Malang van de provincie Oost-Java, Indonesië. Mendalanwangi telt 7883 inwoners (volkstelling 2010).